# José Isabel Flores Varela
José Isabel Flores Varela (Santa María de la Paz, Zacatecas, 28 de noviembre de 1866 - Zapotlanejo, Jalisco, 21 de junio de 1927) fue un presbítero mexicano y mártir durante la Guerra Cristera.

## Biografía
Nació el 28 de noviembre de 1866 en el municipio de Santa María de la Paz, del estado de Zacatecas y fue hijo de Vidal y de Sixta Flores, fue bautizado un día después de su nacimiento y en el año de 1868 fue confirmado en Tlaltenango.
El 14 de febrero de 1887 ingreso al Seminario de Guadalajara para iniciar sus estudios para ser sacerdote, en el seminario tuvo mucho éxito que fue ordenado diácono el 25 de junio de 1896 y en pocos días después fue ordenado sacerdote el 26 de julio de 1896 por el obispo Atenógenes Silva.
Dio su primer misa el 15 de agosto de 1896 en el pueblo de Atemajac, fue asignado en diferentes lugares para ofrecer su servicio, pero al final fue asignado en una capilla en Matatlán.
Durante la Guerra Cristera un antiguo compañero a quien el Padre Flores había protegido, lo denunció ante el gobierno y fue apresado el 18 junio cuando se dirigía a un rancho para celebrar la Eucaristía, después fue encerrado en un lugar degradante donde fue atado y maltratado.
El 21 de junio de 1927 fue trasladado durante la noche al cementerio de Zapotlanejo donde seria asesinado, intentaron ahorcarlo pero no pudieron, luego el jefe le ordeno a un soldado de que le disparara, pero el soldado, que reconoció al sacerdote que lo había bautizado, se negó a hacerlo, entonces se enfureció el jefe que asesino al soldado y disparo al Padre Flores, pero no le provocaron daño, por lo que uno de los soldados sacó un gran cuchillo y degolló al Padre Flores, donde finamente murió.

## Beatificación y Canonización

### Beatificación
Fue beatificado el 22 de noviembre de 1992 por Juan Pablo II junto con otros 24 mártires.

### Canonización
Fue canonizado el 22 de noviembre de 1992 por Juan Pablo II junto con otros 24 mártires.